# Popeye (film)
Popeye is een Amerikaanse film uit 1980 gebaseerd op de gelijknamige stripreeks van Elzie Segar en de animatieserie van Max Fleischer en Dave Fleischer. De film werd geregisseerd door Robert Altman.

## Het verhaal
Popeye de zeeman komt aan in het kleine havenstadje Sweet Haven. Hier ontmoet hij Wimpy, een liefhebber van hamburgers, Olijfje, zijn toekomstige liefde van zijn leven, en de brute Bluto, een piraat, die erop uit is om het leven van de mensen in het havenstadje zo zuur mogelijk te maken. Popeye vindt er ook zijn lang verloren vader. Samen met zijn nieuwe vrienden en met de hulp van de kracht van spinazie trachten ze Bluto tegen te houden.

## Trivia
- De film werd opgenomen op Malta. Er werd aan de kust een dorp gebouwd in tekenfilmstijl. Dit dorp is thans een toeristische attractie.

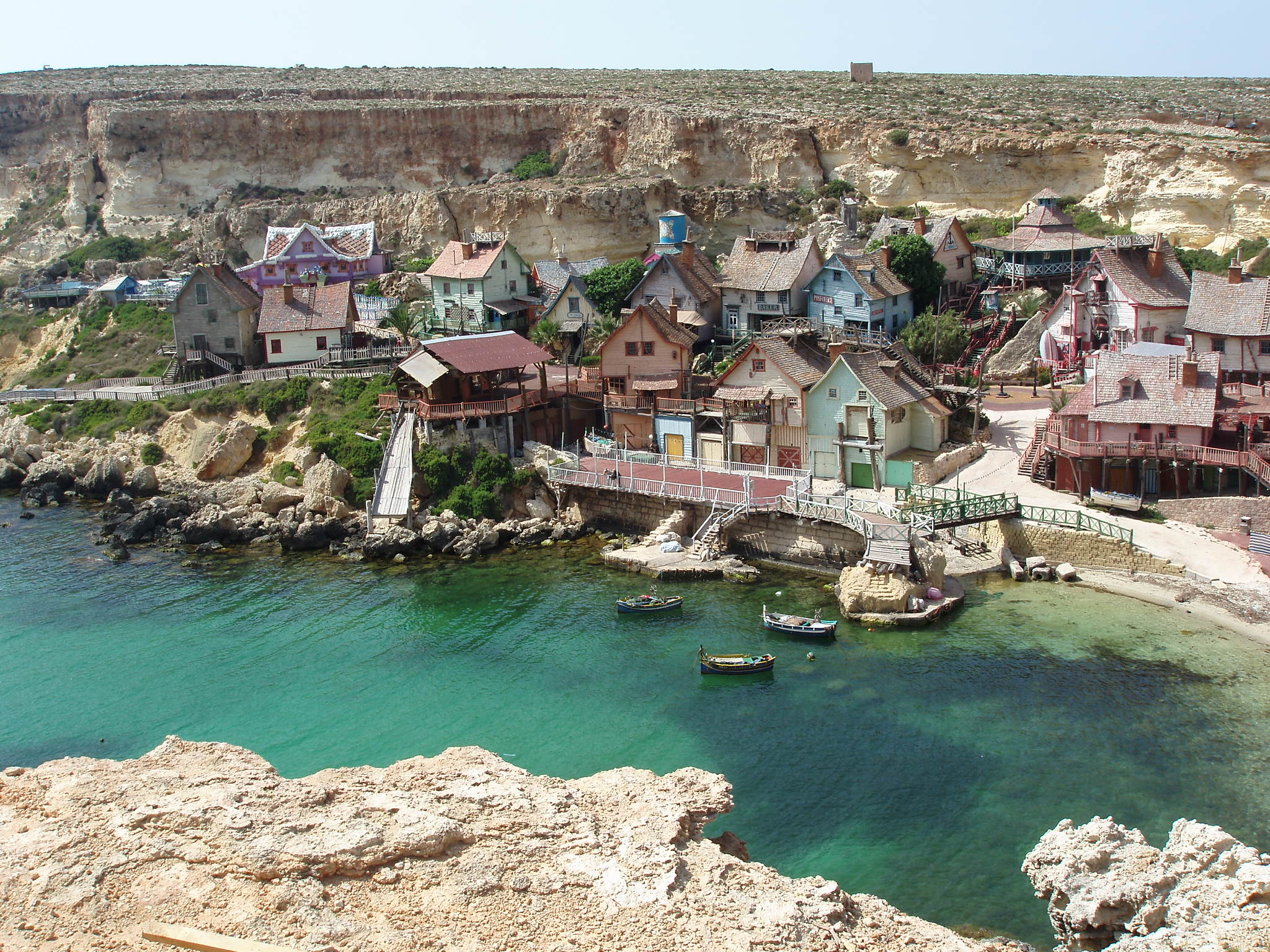
Fimset van Popeye op Malta

## Rolverdeling
| Acteur            | Personage       | Opmerkingen |
| ----------------- | --------------- | ----------- |
| Hoofdrollen       |                 |             |
| Robin Williams    | Popeye          |             |
| Shelley Duvall    | Olive Oyl       |             |
| Ray Walston       | Poopdeck Pappy  |             |
| Paul Dooley       | Wimpy           |             |
| Paul L. Smith     | Bluto           |             |
| Bijrollen         |                 |             |
| Richard Libertini | Geezil          |             |
| Donald Moffat     | The Taxman      |             |
| MacIntyre Dixon   | Cole Oyl        |             |
| Roberta Maxwell   | Nana Oyl        |             |
| Donovan Scott     | Castor Oyl      |             |
| Allan F. Nicholls | Rough House     |             |
| Wesley Ivan Hurt  | Swee'pea        |             |
| Bill Irwin        | Ham Gravy       |             |
| Robert Fortier    | Bill Barnacle   |             |
| David McCharen    | Harry Hotcash   |             |
| Sharon Kinney     | Cherry          |             |
| Peter Bray        | Oxblood Oxheart |             |
| Linda Hunt        | Mrs. Oxheart    | Filmdebuut  |
| Geoff Hoyle       | Scoop           |             |
| Wayne Robson      | Chizzelflint    |             |
| Larry Pisoni      | Chico           |             |
| Carlo Pellegrini  | Swifty          |             |
| Crew              |                 |             |
| Robert Altman     | regie           |             |
| Elzie Segar       | strip           |             |
| Jules Feiffer     | scenario        |             |